# Vesly (Manche)
Vesly – miejscowość i gmina we Francji, w regionie Normandia, w departamencie Manche.
Według danych na rok 1990 gminę zamieszkiwało 535 osób, a gęstość zaludnienia wynosiła 24 osoby/km² (wśród 1815 gmin Dolnej Normandii Vesly plasuje się na 415. miejscu pod względem liczby ludności, natomiast pod względem powierzchni na miejscu 90.).